# Soul Coughing
Soul Coughing (1993–2000) was een rockband die hiphop ritmes, jazz geluiden, rock en samples samenvoegden tot een eigen geluid. Leden van de band waren M. Doughty, zanger en gitarist; Mark De Gli Antoni, synthesizers en sampler; Sebastian Steinberg, opstaande bas; en Yuval Gabay, drums en percussie.
De band bracht drie albums uit Ruby Vroom (1994), Irresistible Bliss (1996), en El Oso (1998). Nadat de band uit elkaar viel werd in 2002 Lust in Phaze uitgebracht, een greatest-hits compilatie met een paar B-kanten en andere zeldzaamheden.